# Ковачић (Ливно)
Ковачић је насељено мјесто у Босни и Херцеговини, у граду Ливну, које административно припада Федерацији Босне и Херцеговине. Према попису становништва из 2013. у насељу је живјело 113 становника.

## Географија
Смјештено је 25 километара сјеверно од Ливна уз магистрални пут према Грахову.

## Становништво
Село данас броји око 50 становника. Многи становници су се иселили у Далмацију (Каштела) и Загреб (Сесвете, Дуго Село, Велика Горица). Већина исељених мјештана ради у Њемачкој.
| Националност       | 1991. | 1981. | 1971. | 1961. |
| Хрвати             | 117   | 185   | 207   | 291   |
| Срби               | 0     | 0     | 1     | 2     |
| остали и непознато |       |       | 1     | 1     |
| Укупно             | 117   | 185   | 209   | 294   |